# Paralastor simulator
Paralastor simulator är en stekelart som beskrevs av Perkins 1914. Paralastor simulator ingår i släktet Paralastor och familjen Eumenidae. Inga underarter finns listade i Catalogue of Life.